# Киндио
Киндѝо (на испански: Quindío) е един от тридесет и двата департамента на южноамериканската държава Колумбия. Намира се в западноцентралната част на страната. Департаментът е с население от 555 401 жители (към 30 юни 2020 г.) и обща площ от 1934 км², което го прави предпоследен по площ от колумбийските департаменти.

## Общини
Департамент Киндио е разделен на 12 общини. Някои от тях са:
1. Армения
2. Буенависта
3. Монтенегро
4. Саленто
5. Филандия